# Phyllanthus leonardianus
Phyllanthus leonardianus là một loài thực vật có hoa trong họ Diệp hạ châu. Loài này được Lisowski, Malaisse & Symoens miêu tả khoa học đầu tiên năm 1974.